# Піквікський клуб (Катеринослав)

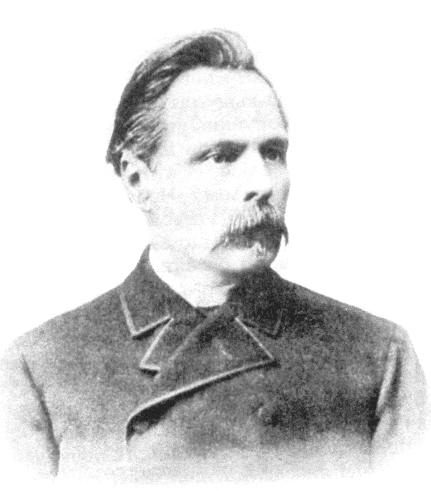
Учасник Піквікського клубу Олександр Миколайович Поль

Катеринославський Піквікський клуб також "Товариство Самовдосконалення"— літературно - громадське товариство, що діяло у Катеринославі протягом 1858 —1860 років. Головною метою клубу була літературна діяльність спрямована на моральне вдосконалення суспільства. 
На відміну від учасників революційно - демократичниних  організацій, члени товариства виступали не за соціальну, а за "моральну революцію" суспільства. Піквікський клуб об'єднав ліберально налаштованих представників літературних, громадських кіл та чиновників міста і губернії, переважно з молоді, що були прихильниками реформ Олександра ІІ. Другий найстаріший клуб міста, після Англійського.

## Заснування та фундатори
16 червня 1857 року до Катеринослава прибув молодий чиновник Микола Петрович Баллін. В місті він познайомився з людьми, що дотримувались таких же ліберальних поглядів:  письменником і журналістом Миколою Дмитровичем Мізьком, письменником - сатириком Володимиром Миколайовичем Єлагіним (1831 -1863) та письменником і перекладачем Михайлом Михайловичем Стопановським (1828 - 1877).
У 1858 році Баллін, Єлагін та Стопановський, відчуваючи "порожнечу нашого життя", створили "Товариство Самовдосконалення". Незабаром товариство отримує нову назву Піквікський клуб, в аналогії з романом Чарльза Діккенса "Посмертні записки Піквікського клубу", герої якого мандрували Великою Британією і писали репортажі про побачені ними позитивні й негативні аспекти життя британського суспільства.
Подібно до них члени клубу писали викривальні сатиричні твори у вигляді романів, повістей  (схожих на п'єси Миколи Гоголя) або коротких нотаток.

## Учасники товариства

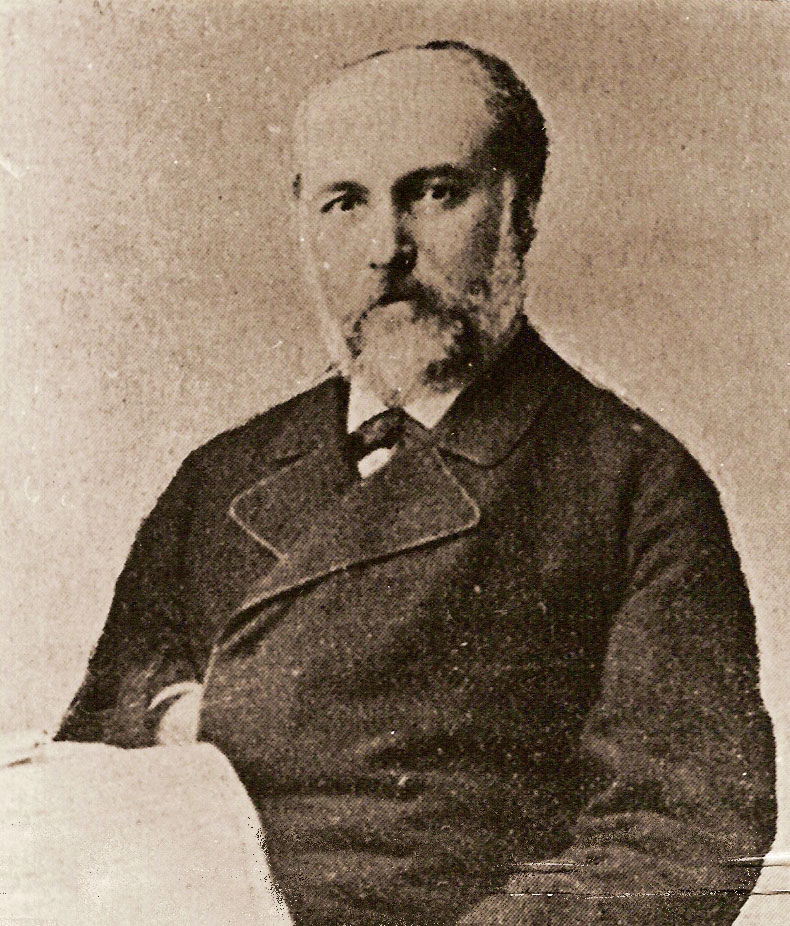
Григорій Антонович Залюбовський

Клуб налічував 45 членів. Серед них губернський стряпчий Я. І. Шемякін, редактор "Катеринославських губернських відомостей", Ігнатій Барановський, Пчьолкін, Цеткін,  вчителі чоловічої гімназії Костенко, Онискевич,  Сонцев, адвокат Рейх, студент Романов,  ученик - садівник Вієльгорський, поміщик Кудрявцев, журналіст Микола Мізько, кандидат права Олександр Поль, історик і письменник- етнограф Григорій Залюбовський.  
Більшість членів не писала творів, але вони надавали головним членам клубу  інформацію про місцеве суспільство,  про історії чиновництва та місцеві "звичаї". 

## Діяльність клубу
Засідання товариства проходили у вигляді "літературних вечорів". Фактично засідання являли собою застілля під час яких  виголошувалися "викривальні" промови. Засідання клубу відбувалися щосуботи на квартирі В. М. Єлагіна, де знімав кімнату і М. П. Баллін.
Головною умовою членів клубу були щирість та самовдосконалення. Засідання відбувались щотижня. На них робились оцінки  тижневої діяльності піквіків, читались літературні твори, листи від "хороших людей" (термін зі спогадів Балліна), влаштовувались дискусії на гострі суспільні теми.
Піквіки вважали себе вісниками грядущої "моральної революції". Свою мету і завдання вони сформулювали  в "Десяти заповідях", у яких були змішані молоденька бравада і серйозні моральні принципи. Зокрема в них декларувалося, що "піквіки люблять правду і не люблять зла", "піквіки люблять свободу, вино і любов".
Члени клубу повинні були постійно самовдосконалюватись, вчитися викладати свої думки на папері, жити у відповідності зі своїми переконаннями, ніколи не втрачати випадку здійснити вчинок "по - піквікськи", а також бути готовим до нищівної, проте дружньої критики товарищів.
Частиною засідань були сповіді й каяття в порушенні "Піквікського "кодексу честі", тобто в "гріхах проти правди".

У своїх спогадах М. П. Баллін розповідав:  
"Сповіді не обмежувалися літературною сповіддю, піквіки сповідували ся у гріхах проти правди, тобто піквікських обов'язків. До числа "злочинів" входили не тільки вчинки, а й помисли. Проте піквіки судили не суворо: вони були людяні та поблажливі. Вивернувши "нутрощі" того хто каявся, висміявши його без церемоній, суд звичайно постановляв (суд відбувався під час вечері): "вип'ємо" та "іди і більше не гріши". Все це говорилося доброзичливо, з усмішкою, бо всім було зрозуміло, що не грішити, з рештою не можна. Достатньо було прагнення не грішити. Піквіки вірили в моральне переродження людей."

Присутніми на засіданнях могли бути всі, хто підтримував піквікські ідеї, зокрема, відомо про великий інтерес до цього гімназистів.

## Громадська бібліотека
За  взаємним договором піквіки купували або виписували книги і часописи і, прочитавши, обмінювалися ними. На засіданнях клубу реферували прочитане. Влаштовували дискусії та "всенародну сповідь" у якій доповідач повідомляв свої погляди на прочитане, що він взяв для себе і що доброго зробив за тиждень.
Поступово від практики обміну літературою піквіки дійшли до ідеї створення громадської бібліотеки та книжкового магазину. На черговому суботньому зібранні  після озвучення цієї ідеї піквіки першими поставили свої підписи на підписному аркуші. 

Микола Баллін про цю акцію згадував так:
"Стопановський збігав до готелю  Моріца напроти, там зібрав кілька підписів серед найбільш високопоставлених осіб Катеринослава. В цей день був обід у (Англійському) Клубі. Я з'явився на обід із аркушиком у кишені про необхідність громадської бібліотеки. На ньому була сотня підписів. Коли подали шампанське, я попросив слова й сказав: "Їжа тілесна вже в достатку, але духовної їжі - книги і журналів - у нас не вистачає." Сотня катеринославців заявляє на цьому аркушику, що громадська бібліотека у нас не тільки корисна, але й необхідна. Немає сумніву, що всі , хто вважав її необхідною, захочуть зробити посильне пожертвування для її існування ".
Було зібрано 300 рублів, про що повідомляв  "Одеський вісник". Влаштування бібліотеки було доручено чиновнику приказу громадського призріння Василеві Ульману, який також відкрив перший у місті книжковий магазин. У 1861 році книжковий фонд громадської бібліотеки нараховував 1601 том. Бібліотека проіснувала майже двадцять років, але потому закрилася через низку причин.
Коли у 1880-х роках у Катеринославі знову виникла ідея створення публічної бібліотеки,  першим відгукнувся Микола Баллін - тоді вже відомий харківський кооператор. В газеті "Катеринославський ювілейний листок", яка видавалась під час сторіччя міста (1887 рік) Баллін опублікував кілька листів і статей.

## Розпад клубу
Діяльність піквіків у Катеринославі викликали бурхливу й різну реакцію. Жителі міста повідомляли їм різну інформацію, жваво відгукувалися на літературні твори. Декілька років всі представники місцевого чиновництва обговорювали романи та повісті піквіків та змальовані в них образи місцевих персонажів.

Як зауважила дослідниця теми "піквіків" історик, професор Ганна Кирилівна Швидько,
"Піквіки в короткий термін стали фактом життя та історії губернського центру. Вони впливали на формування клімату в міському суспільстві. Навіть поліція поважала піквіків, бо вони не робили поганих учинків і користувалися співчуттям більшості жителів міста. Навіть ті, хто потрапляв під критику і висміювався в літературі, пресі та засіданнях клубу, змушені були зважати на те що, їхні негативні вчинки стають предметом гласності й осуду в суспільстві. Та були й такі чиновники, які скаржилися на піквіків не тільки губернатору Сіверсу, але й писали доноси в Санкт-Петербург."
Як наслідок лідерів товариства стали витискати з Катеринослава. Першим виїхав Михайло Стопановський. Далі В. Єлагін, будучи контуженим, тяжко захворів, був перевезений до Петербурга в клініку Військово - медичної академії, в якій незабаром і помер. Микола Баллін переїхав до Костроми, де очолив Цивільну судову палату. Згодом він переїхав до Харкова, де став видатним підприємцем, кооператором і меценатом.

У  1887 році Баллін згадував:
"Піквіків давно вже нема: вони минули, їх забули . Але і старе забуте лишається... Нам дорікали донкіхотство... Проста піквікська філософія в теперішній час надто елементарна... Необхідність успіхів викриття та провінційної літератури до сих пір так само жваво відчувається, як і тридцять років тому. І я вважаю що піквіки були праві, стверджуючи, що викриття і провінційна література - перша справа".
Історик Максим Едуардович Кавун відзначає:
" Катеринославські "піквіки" стали одним з найбільш яскравих суспільно - культурних феноменів середини ХІХ століття в місті на Дніпрі. На жаль, "викривальні" романи та повісті нині фактично забуті. Але в нашому місті були свої "катеринославські  Гоголі сто шістдесят п'ять років тому".